# Districte de Grenoble
El Districte de Grenoble és un dels tres districtes del departament francès de la Isèra, a la regió d'Alvèrnia-Roine-Alps. Té 39 cantons i 237 municipis. El cap del districte és la prefectura de Grenoble.

## Cantons
cantó d'Allevard - cantó de Bourg-d'Oisans - cantó de Clelles - cantó de Còrps - cantó de Domène - cantó d'Échirolles-Est - cantó d'Échirolles-Oest - cantó d'Eybens - cantó de Fontaine-Sassenage - cantó de Fontaine-Seyssinet - cantó de Goncelin - cantó de Grenoble-1 - cantó de Grenoble-2 - cantó de Grenoble-3 - cantó de Grenoble-4 - cantó de Grenoble-5 - cantó de Grenoble-6 - cantó de Mens - cantó de Meylan - cantó de Monastièr de Clarmont - cantó de La Mura - cantó de Pont-en-Royans - cantó de Rives - cantó de Roybon - cantó de Saint-Égrève - cantó de Saint-Étienne-de-Saint-Geoirs - cantó de Saint-Ismier - cantó de Saint-Laurent-du-Pont - cantó de Saint-Marcellin - cantó de Saint-Martin-d'Hères-Nord - cantó de Saint-Martin-d'Hères-Sud - cantó de Le Touvet - cantó de Tullins - cantó de Vaubonés - cantó de Vif - cantó de Villard-de-Lans - cantó de Vinay - cantó de Vizille - cantó de Voiron

## Categoria
- Cantons de la Isèra